# Erinnerungs- und Gedenkstätte Wewelsburg 1933–1945

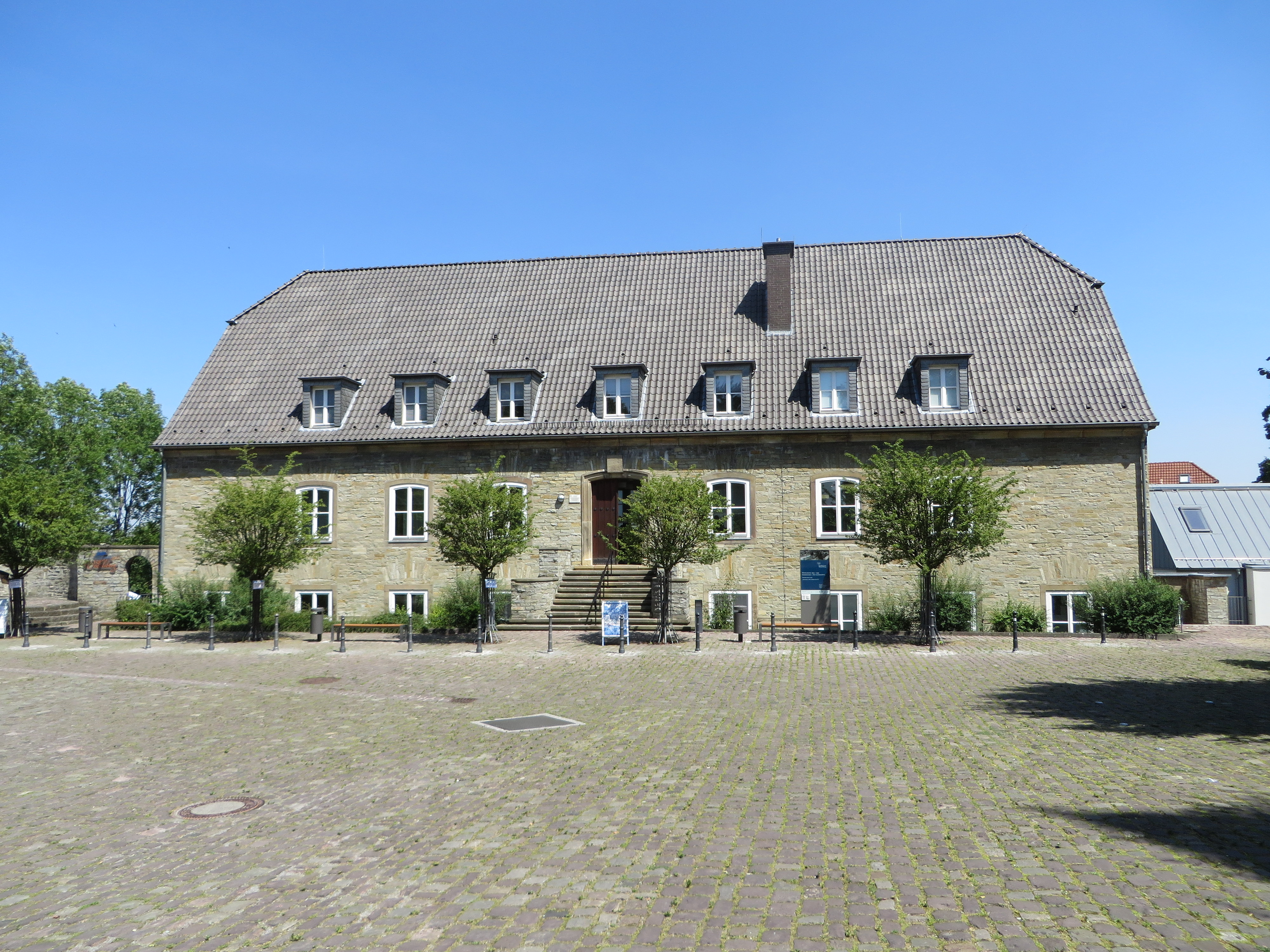
Museumsgebäude

Die Erinnerungs- und Gedenkstätte Wewelsburg 1933–1945 ist ein Museum in der ostwestfälischen Stadt Büren in Nordrhein-Westfalen. 
Das Museum befindet sich nahe dem Hauptzugang der Wewelsburg in einem ehemaligen SS-Wachgebäude. Es beherbergt die Dauerausstellung „Ideologie und Terror der SS“. Neben der Geschichte der Schutzstaffel, insbesondere in Wewelsburg, setzt sie sich mit dem Schicksal der Häftlinge im örtlichen KZ Niederhagen auseinander.
Der Besuch der Museums ist unentgeltlich. Es ist Mitglied im Arbeitskreis der NS-Gedenkstätten und -Erinnerungsorte in NRW.

## Ausstellung
Die Ausstellung von 2010 will sich insbesondere mit den Menschen auseinandersetzen, und zwar mit den Opfern wie mit den Tätern. Die Ausstellung beschäftigt sich in einem Raum mit der SS als Organisation und dokumentiert auch einige Lebensläufe von SS-Mitgliedern. Außerdem sind dort Exponate zur Propaganda des Nationalsozialismus ausgestellt. In einem weiteren Raum befinden sich Exponate zum KZ Niederhagen, unter anderem ein Modell, und besonders zu den  Insassen, etwa Häftlingskleidung. Außerdem finden sich dort Videos und Tonaufnahmen mit Zeitzeugenberichten.

## Nordturm
Zur Erinnerungs- und Gedenkstätte gehören auch die beiden unteren Geschosse des Nordturms der Wewelsburg, in denen sich die sogenannte Gruft und ein Raum für SS-Obergruppenführer befinden. Der Zugang dazu ist jedoch nur eingeschränkt möglich.